# Italská kongregace v Praze
Italská kongregace v Praze, starším názvem Vlašská kongregace (italsky Congregazione Italiana di Praga, původním celým názvem La Congregazione della Beata Vergine Maria Assunta in Cielo, tedy Kongregace Milostivé Panny Marie nanebevzaté), byla instituce založená pražskou komunitou Italů, činná v letech 1573 až 1942.
Svého času kongregace hrála významnou roli při italské emigraci do střední Evropy a dále do severní Evropy.

## Vznik kongregace

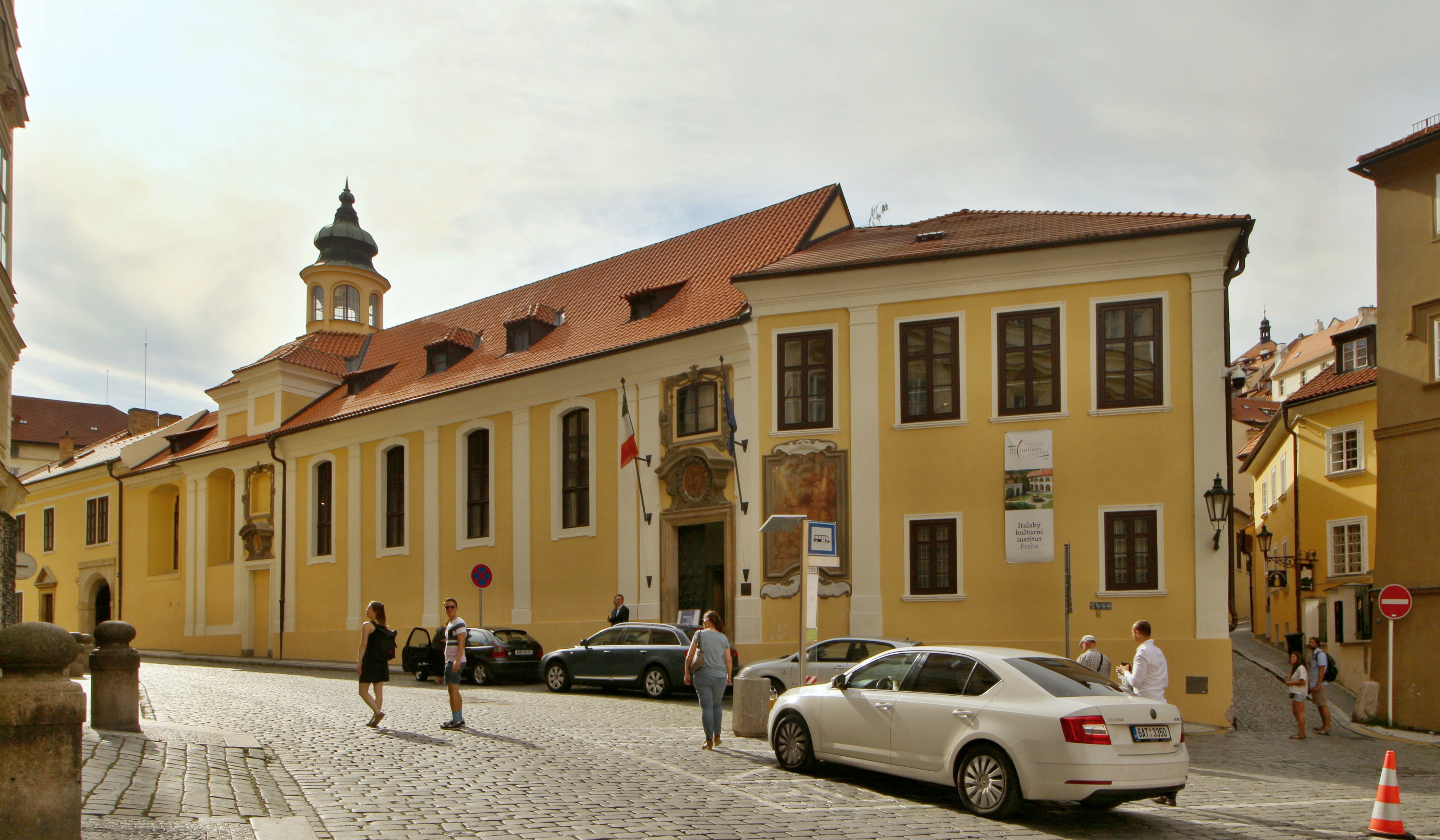
Vlašský špitál na Malé Straně, sídlo kongregace

Do roku 1560 se italská komunita rozšířila natolik, že jezuité z klementinské koleje na Starém Městě v kostele svatého Klimenta vedli kázání i v italštině. A podle svého zvyku, začali jezuité také se skutečnou systematickou organizací duchovního života početné italské komunity. Nakonec, rovněž z iniciativy jezuitů, někdy mezi lety 1573 až 1575 (zdroje se rozcházejí), italská komunita založila stálou organizaci, která nakonec vedla ke vzniku kongregace Nanebevzetí Panny Marie.
Charitativní a duchovní účel instituce po vzoru mariánských bratrstev (sodalit) při jezuitských kolegiích byl shrnut v hesle "Pro Deo et paupere" (Pro Boha a pro chudé), což byly dva hlavní cíle kongregace: obrana katolické víry v protestantských Čechách a realizace charitativních činností jako péče o chudé, bez ohledu na jejich vyznání. Péče o nemocné a poskytování svátostí umírajícím.
Prvním duchovním koadjutorem nové instituce byl italský kněz Blažej Montanini.
V tehdejších Čechách, silně ovlivněných reformním učením charismatického kazatele Jana Husa, představovala italská kongregace jednu z mála katolických organizací na českém území, a proto jí roku 1580 papež Řehoř XIII. udělil zvláštní nadání.
Vznik kongregace značně přispěl k posílení soudržnosti mezi příslušníky italské menšiny v Praze. Díky charitativní práci si u místního obyvatelstva vydobyla takovou prestiž a respekt, že se k ní po čase chtěli připojit i neitalští obyvatelé. Vazby mezi kongregací a jezuity byla velmi silná, přinejmenším v první prvních letech jejího života, a to natolik, že v roce 1618, když byli jezuité vykázáni z Čech, mnoho z nich našlo útočiště mezi členy kongregace.

## Administrativa kongregace

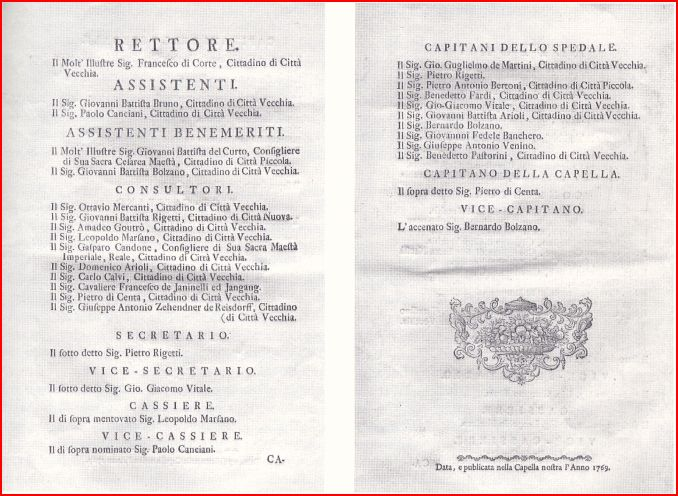
Publikace ku příležitosti výroční volby představenstva kongregace, rok 1796.

Kongregace neměla administrativní zázemí a řízení bylo svěřeno nejstarším členům. Teprve později, po roce 1600, vznikla z důvodu stále rostoucího počtu aktivit potřeba volby rektora a dvou asistentů volených na rok. Volba se obvykle konala každoročně kolem 15. srpna, tedy na svátek Nanebevzetí Panny Marie. Po zvolení rektora a dvou asistentů, společně s desetičlennou radou, jmenovali tajemníka, zástupce tajemníka a pokladníka.

## Založení špitálu a sirotčince

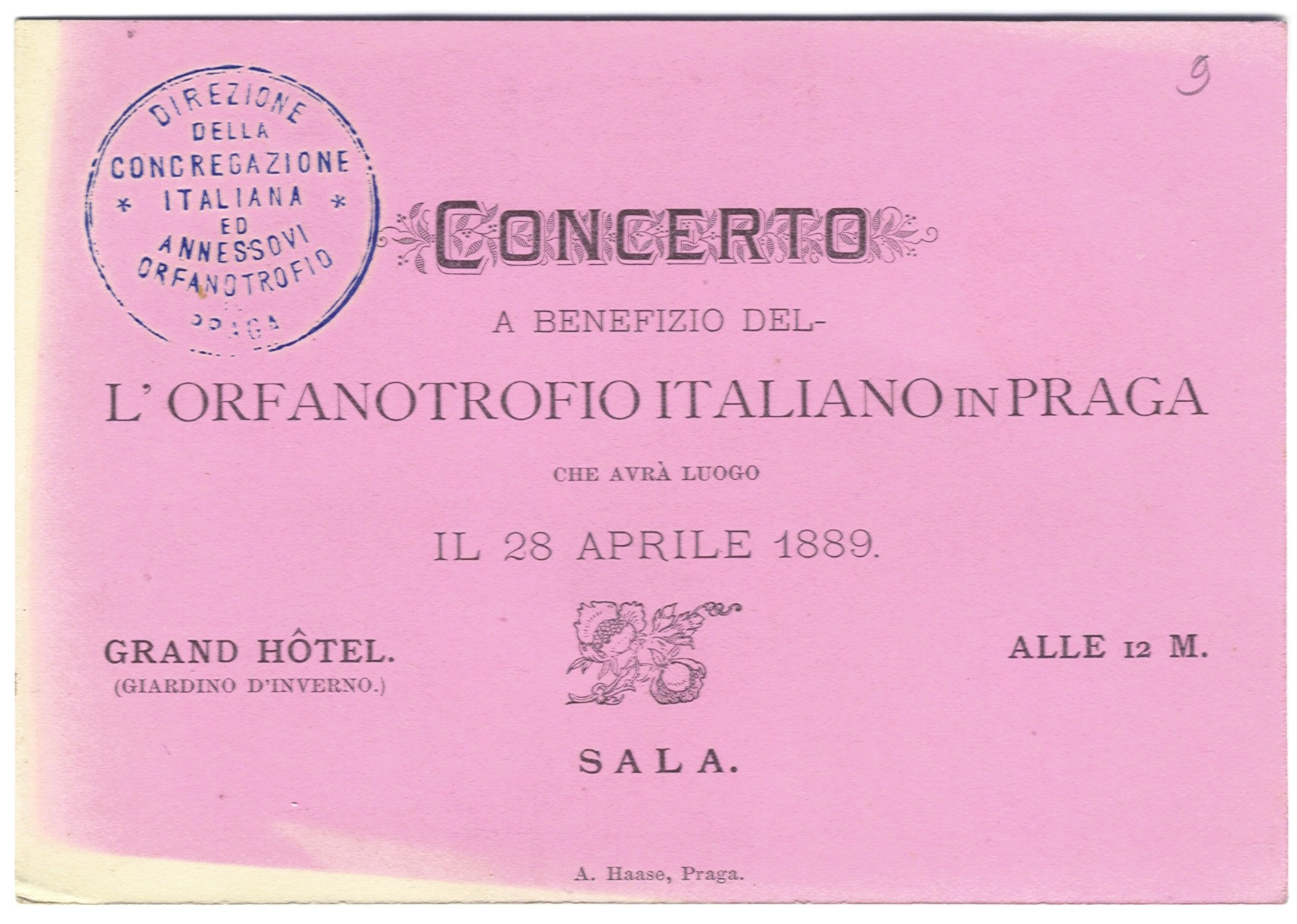
Benefiční koncert na podporu dětí ze sirotčince

Z důvodu stále většího počtu chudých a potřebných, které členové kongregace ošetřovali ve vlastních domech, bylo v roce 1602 rozhodnuto o zakoupení domu architekta Domenica de Bossiho, jednoho z významných členů, aby zde zřídili špitál především pro chudé a pro opuštěné děti a zároveň sídlo kongregace. De Bossi svůj dům kongregaci odprodal za symbolickou částku. Brzy se však ukázalo, že i tento objekt nedostačuje, načež kongregace požádala císaře Rudolfa II. o povolení k zakoupení několika okolních domů. V roce 1608 instituce získala svolení císaře Rudolfa II., jenž oceňoval charitativní činnost, povolení zakoupit další nemovitosti pro rozšíření a další udělil významné úlevy, jako úplné osvobození špitálu od veškerých daní a poplatků a možnost i v budoucnu zakoupit domů a pozemků k dalšímu rozšíření budovy. Tato privilegia následně potvrdili také další panovníci Leopold I. (v roce 1691), Karel VI. (v roce 1732) a Marie Terezie (v roce 1744). Budova na Malé Straně byla několikrát rozšiřována a nakonec v letech 1611–1617 zcela znovu vybudována. Součástí nového špitálu byla také samostatná kaple, zasvěcená Nanebevzetí Panny Marie a svatému Karlu Boromejskému, vysvěcená 23. července 1617 pražským arcibiskupem Janem Loheliem.

## Vlašské kaple

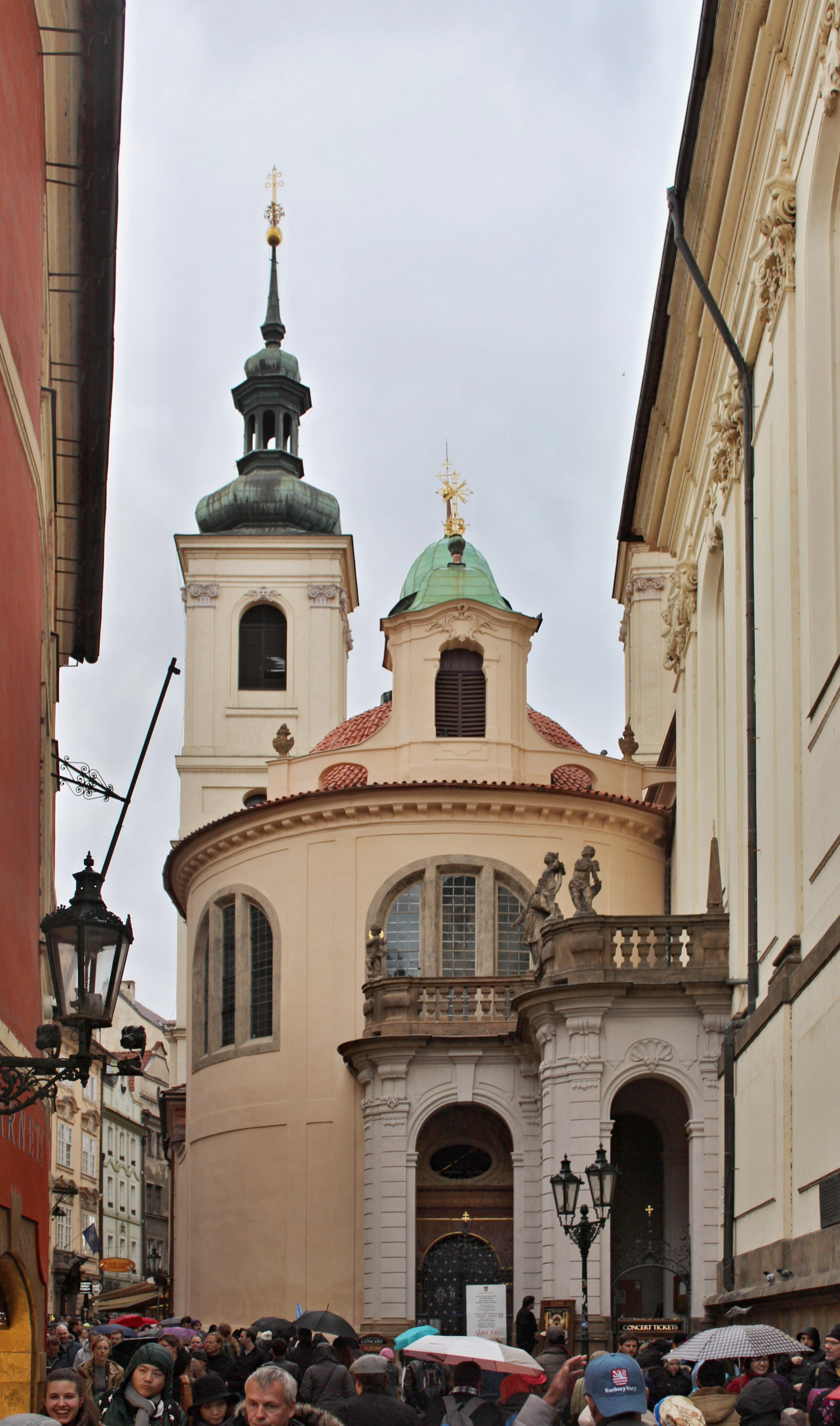
Vlašská kaple Nanebevzetí Panny Marie na Starém Městě

V roce 1569 již Italové v Praze měli vlastní oratoř u staroměstské jezuitské koleje v Klementinu, kde se setkávali ke společným bohoslužbám a také malou kapli, taktéž v těsném sousedství kostela sv. Klimenta, kde se komunita soustředila. Italská komunita se však mezitím rozrostla natolik, že kaple již kapacitně nedostačovala, ta proto byla v roce 1589 stržena a roku 1590 zahájena celková přestavba. Nová kaple byla dokončena v roce 1600 a vysvěcena v srpnu na svátek Nanebevzetí Panny Marie téhož roku Monsignorem Filippem Spinellim, papežským nunciem u dvora Rudolfa II.
Současná podoba kaple pochází z let 1590–1600. Vznikla po celkové přestavbě menší kaple, která již kapacitně nedostačovala. Dodnes zaujímá, díky své svébytné architektonické struktuře na oválném půdorysu s vnitřním ochozem, tvořícím malé mělké kaple, význačné místo v historii české i evropské architektury, neboť je prvním příkladem italské kaple na oválném půdorysu v Evropě severně od Alp.